# Paolo Silveri
Paolo Silveri (Ofena, 28 dicembre 1913 – Roma, 3 luglio 2001) è stato un baritono italiano, attivo dagli anni quaranta ai sessanta del novecento.

## Biografia
Studiò a Roma, dapprima privatamente con Luigi Perugini e poi al Conservatorio Santa Cecilia, anche nella classe di Riccardo Stracciari, esordendo nel registro di basso nel 1939 al Teatro dell'Opera di Roma ne I maestri cantori di Norimberga. Dopo un'interruzione dovuta al periodo bellico e un ulteriore periodo di studio, debuttò come baritono nel gennaio 1944, ancora all'Opera di Roma, nel ruolo di Germont.
Iniziò una rapida carriera nei teatri italiani, tra cui in particolare il San Carlo di Napoli, fino al debutto nel 1949 nel ruolo del Conte di Luna alla Scala, dove ritornerà regolarmente fino al 1955.
Si esibì nel contempo nei più importanti teatri esteri: Royal Opera House di Londra (dal '46 stabilmente fino agli anni 50, cantando abitualmente anche le opere italiane tradotte in inglese), Opera di Parigi, Vienna, Glyndebourne. Nel 1950 esordì al Metropolitan in Don Giovanni, interpretando poi diversi altri ruoli, tra cui Rigoletto, il Marchese di Posa, Iago. Apparve anche in Sud America.  
Acquisì notorietà principalmente per l'interpretazione dei grandi ruoli verdiani (soprattutto Rigoletto, che interpretò in oltre cinquecento recite), distinguendosi anche come Figaro, Barnaba, Scarpia, Guglielmo Tell, Boris. Si esibì anche nel registro di tenore, interpretando Otello a Dublino nel 1959, non dando poi seguito alla nuova veste e ritornando ai ruoli di baritono. Grazie anche alla presenza scenica, partecipò alla stagione dei film d'opera italiani tra gli anni '50 e '60, interpretando La Favorita accanto a Sophia Loren.
Si ritirò dalle scene nel 1968 con un'ultima recita di Rigoletto a Budapest, con accanto nel ruolo di Gilda la figlia Silvia. Si dedicò in seguito all'insegnamento, anche come docente in conservatorio, e fu attivo come operatore culturale, specialmente in Inghilterra e Irlanda. Nel 1983 scrisse un'autobiografia tradotta in inglese.

## Repertorio
| Ruolo                   | Titolo                          | Autore      |
| ----------------------- | ------------------------------- | ----------- |
| Sir Riccardo            | I puritani                      | Bellini     |
| Escamillo               | Carmen                          | Bizet       |
| Igor                    | Il principe Igor'               | Borodin     |
| Hermann                 | Loreley                         | Catalani    |
| Vincenzo Gellner        | La Wally                        | Catalani    |
| Enrico Ashton           | Lucia di Lammermoor             | Donizetti   |
| Alfonso XI              | La favorita                     | Donizetti   |
| Carlo Gérard            | Andrea Chénier                  | Giordano    |
| Gran Sacerdote d'Apollo | Alceste                         | Gluck       |
| Valentino               | Faust                           | Gounod      |
| Tonio/Taddeo            | Pagliacci                       | Leoncavallo |
| Compare Alfio           | Cavalleria rusticana            | Mascagni    |
| Don Giovanni            | Don Giovanni                    | Mozart      |
| Boris Godunov           | Boris Godunov                   | Musorgskij  |
| Barnaba                 | La Gioconda                     | Ponchielli  |
| Colline Marcello        | La bohème                       | Puccini     |
| Barone Vitellio Scarpia | Tosca                           | Puccini     |
| Jack Rance              | La fanciulla del West           | Puccini     |
| Basilio                 | La fiamma                       | Respighi    |
| Figaro                  | Il barbiere di Siviglia         | Rossini     |
| Guglielmo Tell          | Guglielmo Tell                  | Rossini     |
| Il Ciambellano          | L'usignolo                      | Stravinskij |
| Nabucco                 | Nabucco                         | Verdi       |
| Don Carlo               | Ernani                          | Verdi       |
| Macbeth                 | Macbeth                         | Verdi       |
| Miller                  | Luisa Miller                    | Verdi       |
| Rigoletto               | Rigoletto                       | Verdi       |
| Conte di Luna           | Il trovatore                    | Verdi       |
| Giorgio Germont         | La traviata                     | Verdi       |
| Simon Boccanegra        | Simon Boccanegra                | Verdi       |
| Renato                  | Un ballo in maschera            | Verdi       |
| Don Carlo di Vargas     | La forza del destino            | Verdi       |
| Don Rodrigo di Posa     | Don Carlo                       | Verdi       |
| Amonasro                | Aida                            | Verdi       |
| Jago Otello             | Otello                          | Verdi       |
| Ford                    | Falstaff                        | Verdi       |
| Schwartz                | I maestri cantori di Norimberga | Wagner      |
| Tonio                   | Conchita                        | Zandonai    |

## Discografia

### Incisioni in studio
- La traviata con Adriana Guerrini, Luigi Infantino - dir. Vincenzo Bellezza Columbia 1946
- Don Carlo con Mirto Picchi, Nicola Rossi-Lemeni, Maria Caniglia, Ebe Stignani, Giulio Neri - dir. Fernando Previtali Cetra 1951[1]
- Nabucco con Caterina Mancini, Antonio Cassinelli, Mario Binci, Gabriella Gatti - dir. Fernando Previtali Cetra 1951
- Simon Boccanegra con Antonietta Stella, Mario Petri, Carlo Bergonzi, Walter Monachesi - dir. Francesco Molinari Pradelli Cetra 1951
- Tosca con Adriana Guerrini, Gianni Poggi - dir. Francesco Molinari Pradelli Cetra 1951
- La Gioconda con Maria Callas, Fedora Barbieri, Gianni Poggi, Giulio Neri, Maria Amadini - dir. Antonino Votto Cetra 1952
- L'Arlesiana con Pia Tassinari, Ferruccio Tagliavini, Gianna Galli - dir. Arturo Basile Cetra 1955

### Registrazioni dal vivo
- Macbeth, Torino-RAI 1949, con Lucy Kelston, Boris Christoff, Angelo Mercuriali, dir. Mario Rossi ed. Charles Handelman
- Un ballo in maschera, Edimburgo 1949, con Mirto Picchi, Ljuba Welitsch, Jean Watson - dir. Vittorio Gui ed. Melodram/IDIS
- La bohème  (selez.), La Scala 1949, con Margherita Carosio, Gianni Poggi, Alda Noni - dir. Victor De Sabata ed. Cetra/Myto
- Andrea Chénier (selez.), La Scala 1949, con Mario Del Monaco, Renata Tebaldi - dir. Victor De Sabata ed. Cetra/Myto
- La traviata, Met 1950, con Licia Albanese, Ferruccio Tagliavini - dir. Alberto Erede ed. Bongiovanni
- La traviata, Milano-RAI 1951, con Lina Pagliughi, Giacinto Prandelli, dir. Mario Rossi ed. Lyric Distribution
- La traviata (selez.), Rio 1951, con Renata Tebaldi, Giuseppe Campora, dir. Antonino Votto ed. Lyric Distribution/Opera Lovers
- Aida (selez.), Rio 1951, con Renata Tebaldi, Mario Filippeschi, Elena Nicolai, Giulio Neri, dir. Antonino Votto ed. Lyric Distribution
- Tosca (selez.), Rio 1951, con Maria Callas, Gianni Poggi - dir. Antonino Votto ed. Voce/Archipel
- Falstaff (Ford), La Scala 1951, con Mariano Stabile, Renata Tebaldi, Cesare Valletti, Cloe Elmo, Alda Noni - dir. Victor De Sabata ed. Cetra/Urania/Opera D'Oro
- Il trovatore, Napoli 1951, con Giacomo Lauri Volpi, Maria Callas, Cloe Elmo, Italo Tajo - dir. Tullio Serafin ed. Cetra/Myto/Melodram/IDIS
- Rigoletto (selez.), Torino-RAI 1951, con Dolores Wilson, Luigi Infantino, Giulio Neri, Fernanda Cadoni, dir. Mario Rossi ed. Lyric Distribution
- Don Giovanni, Met 1951, con Ljuba Welitsch, Regina Resnik, Salvatore Baccaloni, Eugene Conley, dir. Fritz Reiner ed. Walhall
- Don Carlo, Met 1952, con Richard Tucker, Jerome Hines, Delia Rigal, Fedora Barbieri, dir. Fritz Stiedry ed. Bensar/Walhall
- Carmen, Met 1952, con Risë Stevens, Richard Tucker, Nadine Conner, dir. Fritz Reiner ed. Lyric Distribution
- Pagliacci, Met 1953, con Mario Del Monaco, Delia Rigal, Renato Capecchi, dir. Alberto Erede ed. Bongiovanni/Opera Lovers
- Guglielmo Tell, Roma-RAI 1954, con Mario Filippeschi, Margherita Benetti, Rafael Ariè - dir. Nino Sanzogno ed. Myto
- Alceste, La Scala 1954, con Maria Callas, Rolando Panerai, Nicola Zaccaria, Giuseppe Zampieri, dir. Carlo Maria Giulini ed. Cetra/IDIS/Golden Melodram

### Brani singoli
- Il barbiere di Siviglia: Largo al factotum, Rigoletto: Cortigiani, Un ballo in maschera: Eri tu, Pagliacci: Si può (HMV 1946)
- Otello: Credo (HMV 1947)
- Don Giovanni: Deh vieni alla finestra, Il barbiere di Siviglia: All'idea di quel metallo (con Luigi Infantino), La favorita: Vien Leonora, A tanto amor, Faust: Dio possente (cantata in italiano), La traviata: Di provenza, La forza del destino: Urna fatale,  Rigoletto: Pari siamo, Il trovatore: Il balen, Don Carlo: Io morrò, Andrea Chenier: Nemico della patria (HMV 1948)
- Guglielmo Tell: Resta immobile, Le roi de Lahore: O chaste fleur (in ital.), Hérodiade: Vision fugitive (in ital.) (HMV 1949)
- La Gioconda: O monumento, Les Pêcheurs de perles: L'orage c'est calmè (in ital.) (HMV 1950)
- I puritani: Ah per sempre io ti perdei, Ernani: Oh de' verd'anni miei, Carmen: Votre toast (in ital.), Il principe Igor: Ahimè nel cor (HMV 1951)
- Hamlet: O vin dissipe la tristesse, Etre ou ne pas etre (in ital.) (HMV 1952)

### Raccolte
- Paolo Silveri, artista a tre dimensioni - conferenze e lezioni sul canto (1954 e 1972), interviste (1995/1996) ed interpretazioni inedite, con F. Molinari-Pradelli, F. Patanè, S. Robinson, F. Reiner, M. Erdelyi, Delia e Silvia Silveri, N. Conner, S. Baccaloni, Metropolitan Opera Orchestra, Orchestra del Teatro Nazionale dell'Opera di Budapest, Radio Eireann Symphony Orchestra & Chorus, Coro e Orchestra del Covent Garden di Londra  - ed. Accord For Music (AFM) - 1998